# Molí d'en Vilallonga i aqüeducte
El Molí d'en Vilallonga i aqüeducte és una obra del municipi de Cassà de la Selva (Gironès) inclosa en l'Inventari del Patrimoni Arquitectònic de Catalunya.

## Descripció
Està situat al final d'un brancal, a l'esquerra, del camí que puja als Sants Metges, senyalitzat per un rètol de l'antiga granja-escola Infant-tot. Es troba al costat de la riera de Villalonga.
Les restes del molí es troben en el soterrani de l'edifici, si bé que a l'exterior encara s'observa el canal de conducció de l'aigua des de la resclosa fins al molí, construït amb grans lloses de pedra. La resclosa, situada una mica més amunt de la riera també està construïda amb carreus tot i haver sofert diverses refeccions, malgrat tot es poden veure els encaixos per a les compostes de fusta. El bassal superior està força cobert per les sorres de sedimentació de la riera. Actualment el mas es troba abandonat.
Entre el molí d'en Villalonga i Can Villalonga, arriba segons fonts orals fins més amunt d'aquest molí i de la resclosa. És una construcció d'uns 4 km. De longitud, feta a base de rajols i teules per a la conducció d'aigua des de la riera de Villalonga fins al Mas del mateix nom, on es troba un gran dipòsit d'uns 10.000 m3. La construcció és molt acurada i en alguns punts necessita ponts per a salvar els desnivells. Aquests ponts sostinguts per arcades poden arribar fins a 5m d'alçada.
Tot i que es troba en bon estat, més o menys, la frondositat del bosc fa perillar la seva conservació o recuperabilitat a curt termini.
Actualment el mas serveix ocasionalment com a magatzem, malgrat ser propietat de la Generalitat de Catalunya com a previsió de sòl a utilitzar per al futur Parc Tecnològic del Gironès.

## Història
Degut a la relació amb el mas de Can Villalonga i la seva documentació antiga podem creure que el seu origen és medieval i reutilitzat fins a època recent. La datació d'aquest aqüeducte seria de finals del segle xvii a inici del xviii, tot i que no seria descartada una cronologia anterior a la pre-existència de precedents, ja que el Mas de Can Villalonga es documenta com a mínim a inicis del segle xiv.